# 长山遗址
长山遗址，位于中国吉林省梨树县河山乡，为一个省级文物保护单位，类型为古遗址，公布时间为1987年10月20日。该文物保护单位由梨树县文管所管理。
长山遗址的历史年代为新石器時代至青铜器時代。